# Station Wick
Station Wick is het spoorwegstation van de Schotse plaats Wick in het noorden van de Schotse Hooglanden.
Station Wick ligt aan een van de twee noordelijke uiteinden van de Far North Line, die in Inverness begint. Treinen vanuit Inverness rijden eerst via Georgemas Junction (waar ze kopmaken) naar station Thurso. Daarna rijden ze weer naar Georgemas Junction en dan verder naar station Wick.